# R. Lee Ermey
Ronald Lee Ermey, känd som R. Lee Ermey, född 24 mars 1944 i Emporia, Kansas, död 15 april 2018 i Santa Monica, Kalifornien, var en pensionerad instruktör från amerikanska marinkåren som gjorde karriär som skådespelare. Ermeys mest kända roll var som sergeant Hartman i filmen Full Metal Jacket.
Ermey var aktiv inom USMC mellan åren 1961 och 1972. Han tjänstgjorde även med Marine Wing Support Group 17 under Vietnamkriget från 1968 fram till 1972 då han med Staff Sergeants (NATO OR-6) grad lämnade Marinkåren av medicinska skäl. År 2002 utnämndes han till Heders Gunnery Sergeant.

## Filmografi
- 1987 – Full Metal Jacket
- 1988 – Mississippi brinner
- 1993 – Body Snatchers - invasionen fortsätter
- 1994 – På farlig mark
- 1995 – Seven
- 1995 – Space: Above and Beyond
- 1995 – Toy Story (röst)
- 1995 – Simpsons (TV-serie), avsnitt Sideshow Bob's Last Gleaming (gäströst i TV-serie)
- 1995 – Dead Man Walking – Clyde Percy, far till den mördade Hope Percy
- 1997 – Switchback
- 1999 – Toy Story 2 (röst)
- 2001 – Saving Silverman
- 2003 – The Texas Chainsaw Massacre
- 2004–2005 – Father of the Pride (TV-serie)
- 2006 – The Texas Chainsaw Massacre: The Beginning
- 2008 – Solstice
- 2008–2009 – History Channel's Lock'n Load (TV-serie)
- 2010 – Toy Story 3 (röst)
- 2012 – Grannpatrullen
- 2015 – GunnyTime (TV-serie)